# Sven Peterson (målare)
Sven Torsten William Petersson, född 28 november 1919 i Säby, Jönköpings län, död 3 december 2013 i Lextorp, Västra Götalands län, var en svensk posttjänsteman målare och tecknare.
Peterson studerade konst vid Otte Skölds målarskola 1945 och 1947 dessutom bedrev han självstudier i Frankrike och Spanien. Separat ställde han ut ett flertal gånger i Tranås och han medverkade i Nationalmuseums utställning Unga tecknare några gånger på 1940-talet samt i samlingsutställningar med lokala konstföreningar. Han var representerad i utställningen Smålandskonstnärer som visades i Tranås 1951. Som konstnär använde han signaturen Svenne Pé. Hans konst består huvudsakligen av stilleben och landskapsskildringar utförda i olja eller svartkrita.